# Холмский судоремонтный завод
Холмский судоремонтный завод (официально — Судоремонтный завод общества с ограниченной ответственностью «Сахалинремфлот», также ООО «Сахалинремфлот», сокращённо — Холмский СРЗ, ХСРЗ, ООО «САРФ») — российское судоремонтное предприятие, находящееся в городе Холмск Сахалинской области.

## История

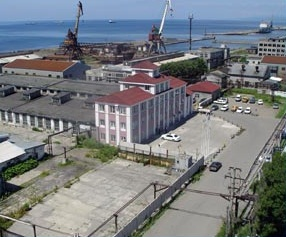
Офис ЗАО «Сахалинремфлот»

Судоремонтный завод был создан в 1949 году на базе бывшей судоремонтной базы. В 1955 году был введён на СРЗ блок механических и заготовительных цехов, а в 1961 году вступил в строй судоподъёмный слип на 12 стапельных мест. В начале 1990-х годов был приватизирован. Несмотря на экономические трудности в 1990-е годы и экономический кризис 2008 года, СРЗ удалось не только удержаться на плаву, но и принимать новые заказы.
В октябре 2006 года был подписан договор на разработку, изготовление, поставку и обслуживание морского оборудования для перевозки 23-х видов грузов для компании Сахалин Энерджи Инвестмент Компани Лтд. По этой заявке, ЗАО «Сахалинремфлот» разработало проект и переоборудовало шесть специализированных контейнеров, изготовленных Финской компанией LAMOR, предназначенных для ликвидация последствий аварийных разливов нефти (ЛАРН). Кроме того, примерно в это же время получило развитие долгосрочное сотрудничество с отечественными компаниями и компаниями с иностранным капиталом: СП ООО «Сахалин-Шельф-Сервис», Эксон Нефтегаз Лимитед, ОСКА Каспиан Лимитед, Би Джей Самотлор Сервисиз, ОАО «Сахалинское морское пароходство», ООО «Фемко-Менеджмент» и др. В мае 2007 года Сахалин Энерджи заключила договор с ЗАО «Сахалинремфлот» на изготовление, поставку и обслуживание всего парка съёмного грузозахватного оборудования, используемого на производственных объектах оператора проекта «Сахалин-2».
По состоянию на 2012 год на предприятии было занято 143 человека, которые могли принять на стапеля до 120 судов в год.
До 2013 года СРЗ осуществлял комплексный ремонт и техническое обслуживание, переделку и разрезку на металлолом судов, плавучих платформ и конструкций, а также изготовление и ремонт морских грузовых контейнеров и грузоподъёмного оборудования для операторов шельфовых проектов. В связи с условиями рынка предприятие вынуждено было отказаться от проведения работ по судоремонту. Плавучий док, имевшийся у компании был продан. После этого компания продолжила обслуживание и дооборудование парка контейнеров для буровых платформ по проекту «Сахалин-2».
В 2014 году ЗАО «Сахалинремфлот» было преобразовано в ООО «Сахалинремфлот».

## Деятельность
СРЗ осуществляет техническое обслуживание судов, плавучих платформ и конструкций, а также изготовление и ремонт морских грузовых контейнеров и грузоподъёмного оборудования для операторов шельфовых проектов.
ООО «Сахалинремфлот» постоянно осуществляет обновление основных производственных фондов и временных производственных мощностей, позволяющих выпускать современную продукцию, соответствующую требованиям отечественных и международных стандартов. На предприятии занято 123 человека.

## Территория
СРЗ расположен на берегу Татарского пролива в городе Холмск, между территориями торгового и Западного морских портов. Площадь территории предприятия (включая внутреннюю акваторию) составляет 151 250 м². Внутренняя акватория завода площадью 32 000 м² — это врезанный в берег ковш-укрытие. Он сообщается с внутренней акваторией Западного порта, фактически составляя с ним единую акваторию с общим морским выходом в Татарский пролив. СРЗ обладает тремя оборудованными пропускной системой транспортными выходами к центральной автомобильной дороге Холмска — ул. Советской.

## Производственные мощности
Для поставленных перед предприятием целей ЗАО «Сахалинремфлот» располагает оснащенными необходимым оборудованием, оснасткой и инструментами производственными цехами и участками:
- судокорпусный цех
- механо-монтажный цех
- ремонтно-механический цех
- электроремонтный цех
- такелажный цех
- деревообрабатывающий цех
- ацетиленовая станция
- кислородная станция
- компрессорная станция
- электростанция (мощность 2590 кВт)
- плавдок (подъём судов весом до 1050 тонн)

Также предприятие располагает достаточным объёмом складских помещений и открытых площадок, пригодных для хранения грузов, оборудования и размещения новых производств. Общая площадь крытых производственно-бытовых, складских и административных помещений — более 15 тыс. м². Причальные стенки предприятия общей протяжённостью 1100 погонных метров (в том числе глубоководный причал длиной 303 м) оснащены автокраном грузоподъёмностью 100 тонн и портальными кранами грузоподъемностью:
- 32 тонны — 2 шт.
- 10 тонн — 3 шт.
- 5 тонн — 2 шт.

## Флот
ЗАО «Сахалинремфлот» располагает флотом из 7 судов, нацеленного на выполнение услуг по буксировке, швартовке и лоцманской проводке судов и других морских объектов:
- два пассажирских судна усиленного ледового класса — «Марина Цветаева» и «Игорь Фархутдинов» (валовая вместимость по 4575 регистровых тонн, пассажировместимостью по 150 человек, с мощностью главных двигателей по 3200 кВт, автономностью плавания в любых климатических зонах до 2000 морских миль)
- транспортное судно «Патриарх» (суммарная мощность 2-х силовых установок 2100 кВт)
- морской буксир «Орлан» (мощность 2 х 970 кВт)
- два малых морских буксира (мощность по 110 кВт)
- лоцманский катер (мощность 2 х 220 кВт)